# 杨万乡
杨万乡，是中华人民共和国云南省文山壮族苗族自治州麻栗坡县下辖的一个乡镇级行政单位。

## 行政区划
杨万乡下辖以下地区：
杨万村、董定村、长田村、紫胶村、哪都村、铜厂村和龙林村。